# 蒂纳哈斯
蒂纳哈斯，是西班牙卡斯蒂利亚-拉曼恰昆卡省的一个市镇。总面积47平方公里，总人口366人（2001年），人口密度8人/平方公里。